# Saint-Alban-Leysse
Saint-Alban-Leysse is een gemeente in het Franse departement Savoie (regio Auvergne-Rhône-Alpes). De plaats maakt deel uit van het arrondissement Chambéry. Saint-Alban-Leysse telde op 1 januari 2022 6.589 inwoners.

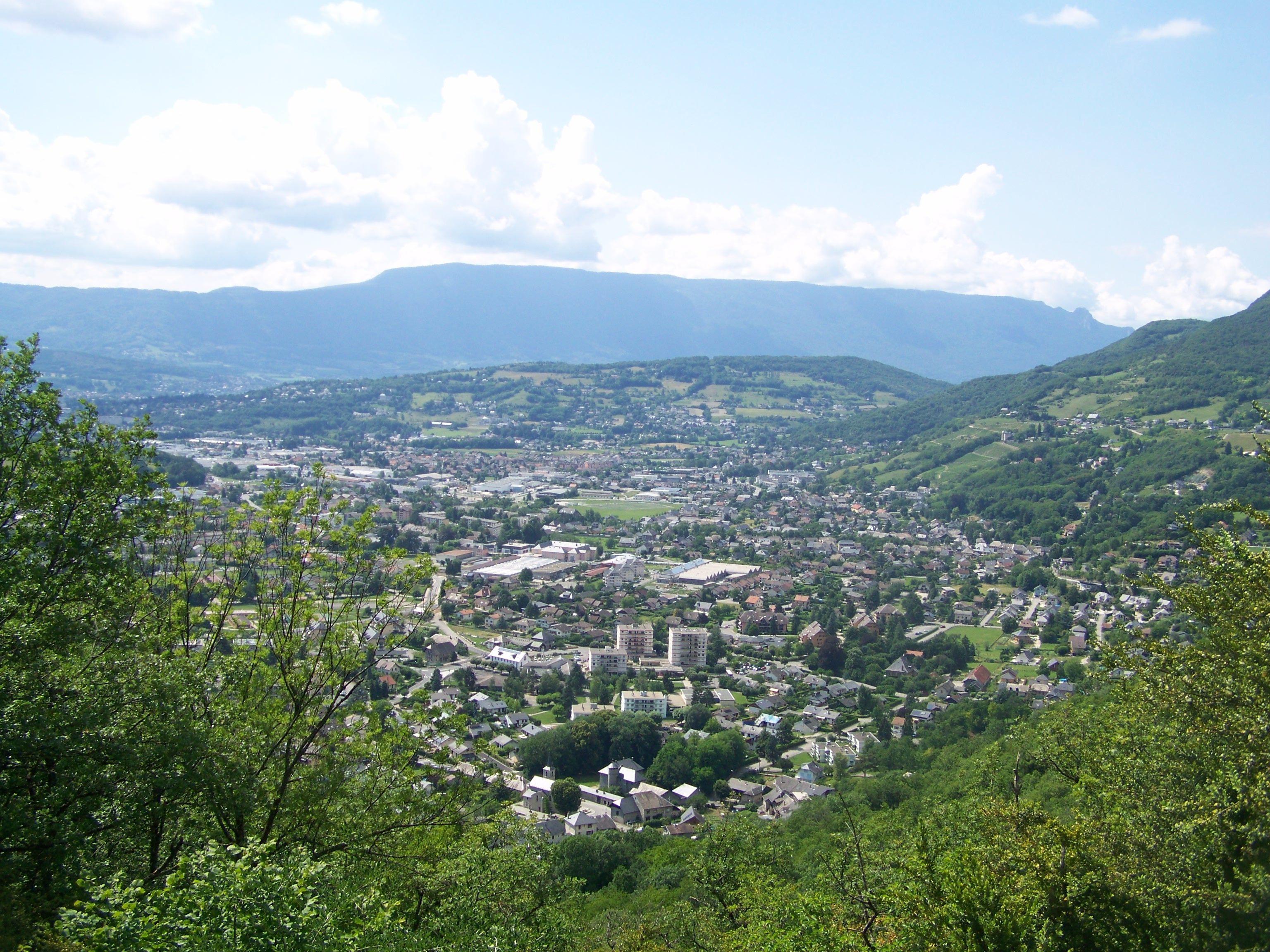
Saint-Alban-Leysse
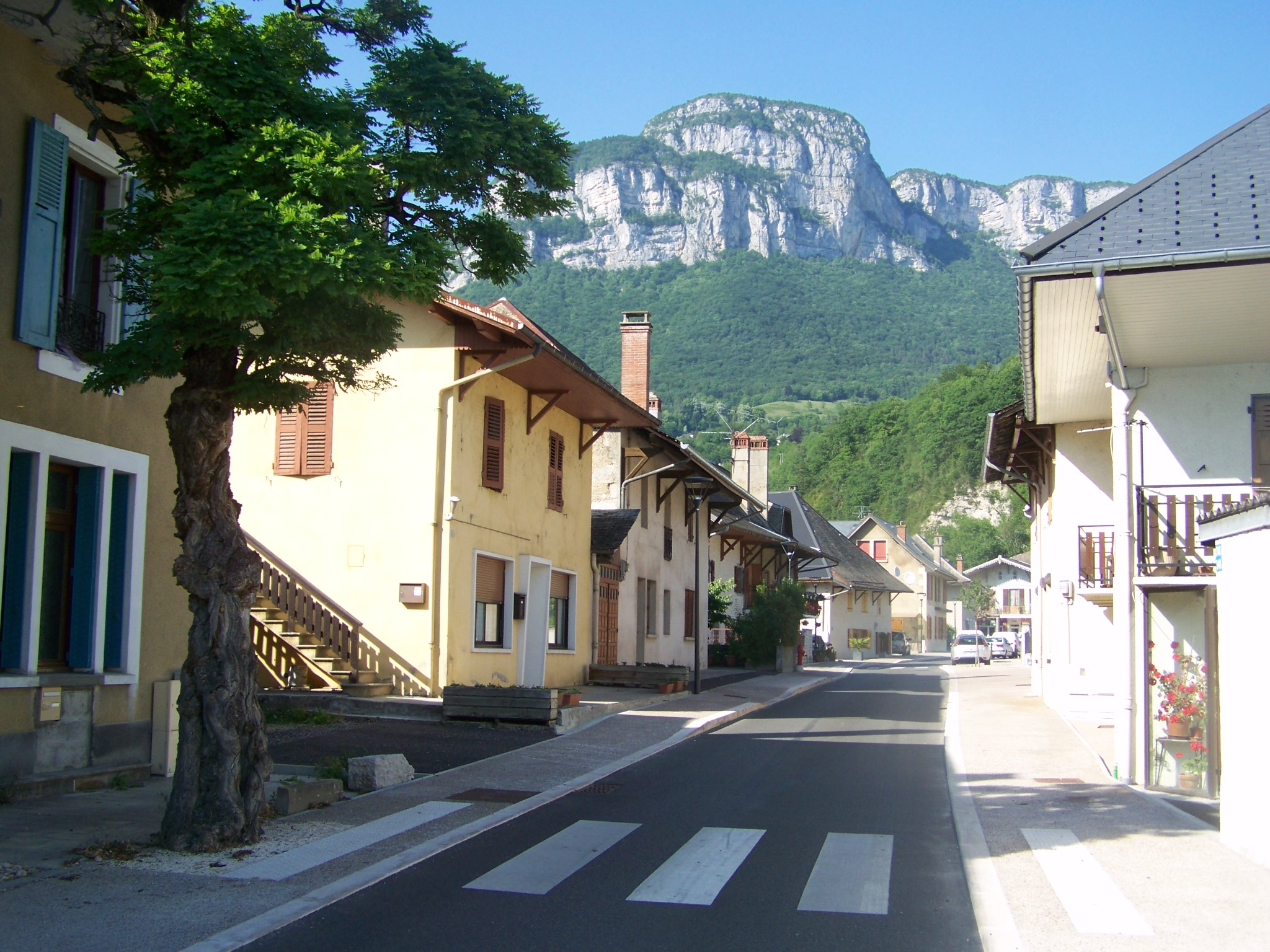
Centrum
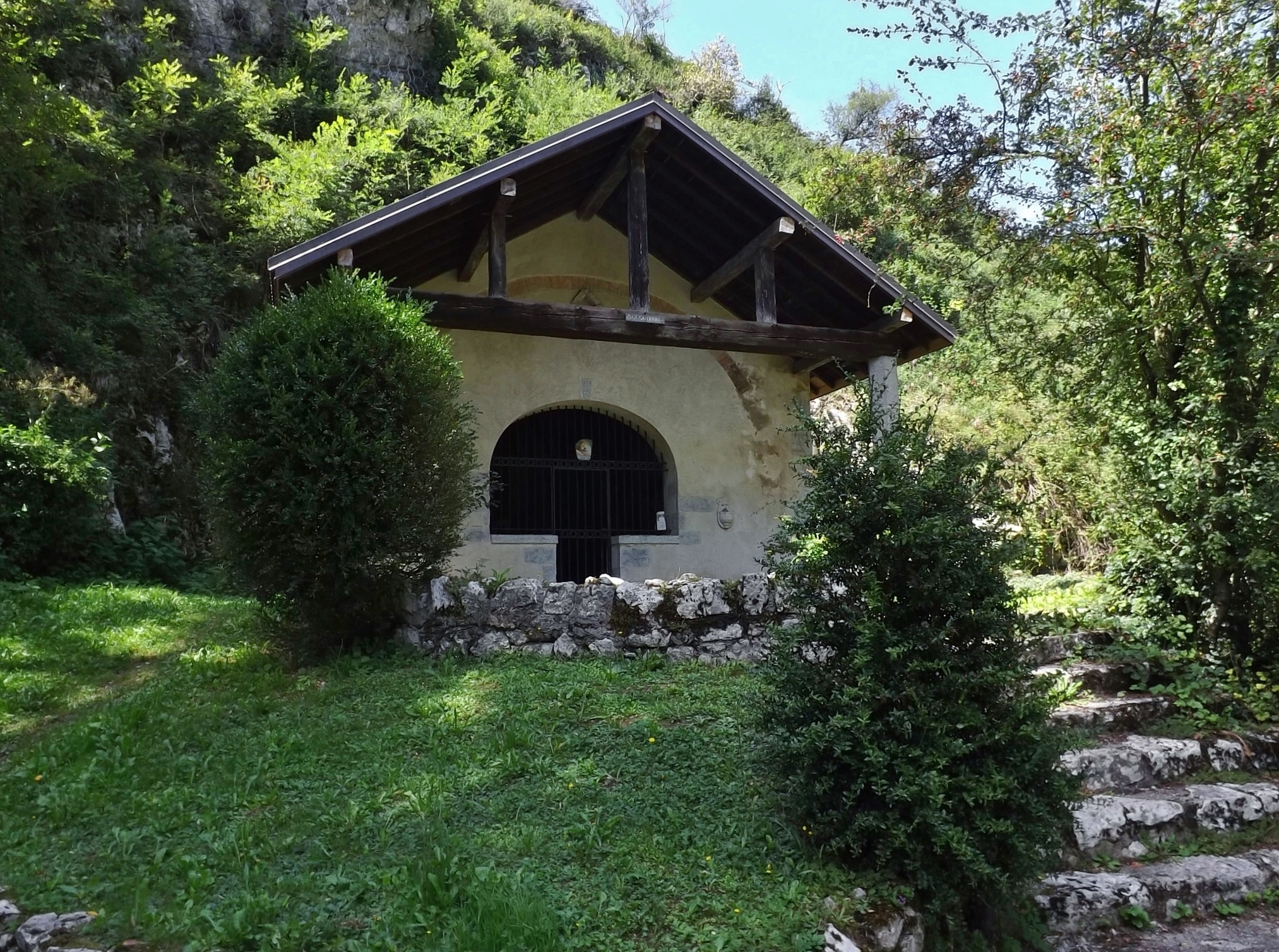
Kapel van Saint-Saturnin

## Geografie
De oppervlakte van Saint-Alban-Leysse bedroeg op 1 januari 2022 8,4 vierkante kilometer; de bevolkingsdichtheid was toen 784,4 inwoners per km². De gemeente ligt in het oosten van de agglomeratie Chambéry. In het noorden ligt het Baugesmassief en in het zuiden de Chartreuse, beiden onderdeel van de Franse Voor-Alpen.

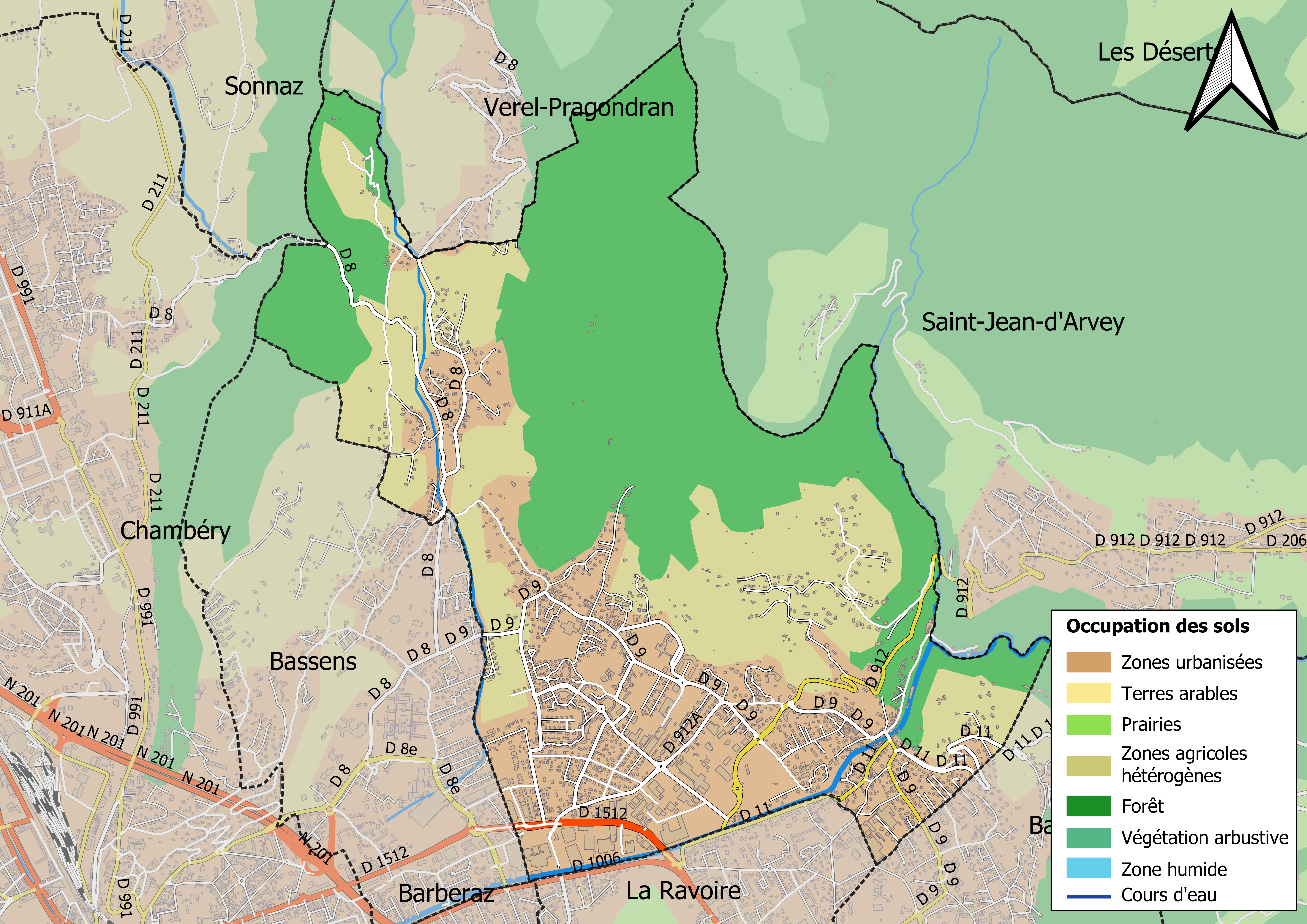
Kaart van de gemeente met de belangrijkste infrastructuur, bodemgebruik en omliggende gemeenten

## Demografie
Onderstaande figuur toont het verloop van het inwonertal (bron: INSEE-tellingen).